# Calocarides lev
Calocarides lev är en kräftdjursart som först beskrevs av Zarenkov 1989.  Calocarides lev ingår i släktet Calocarides och familjen Axiidae. Inga underarter finns listade i Catalogue of Life.